# Cordicollis instabilis
Cordicollis instabilis är en skalbaggsart som först beskrevs av Schmidt 1842.  Cordicollis instabilis ingår i släktet Cordicollis, och familjen kvickbaggar. Arten är reproducerande i Sverige.

## Bildgalleri

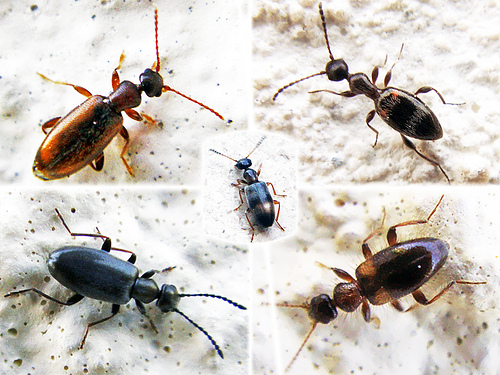